# Ligne de Berne à Thoune

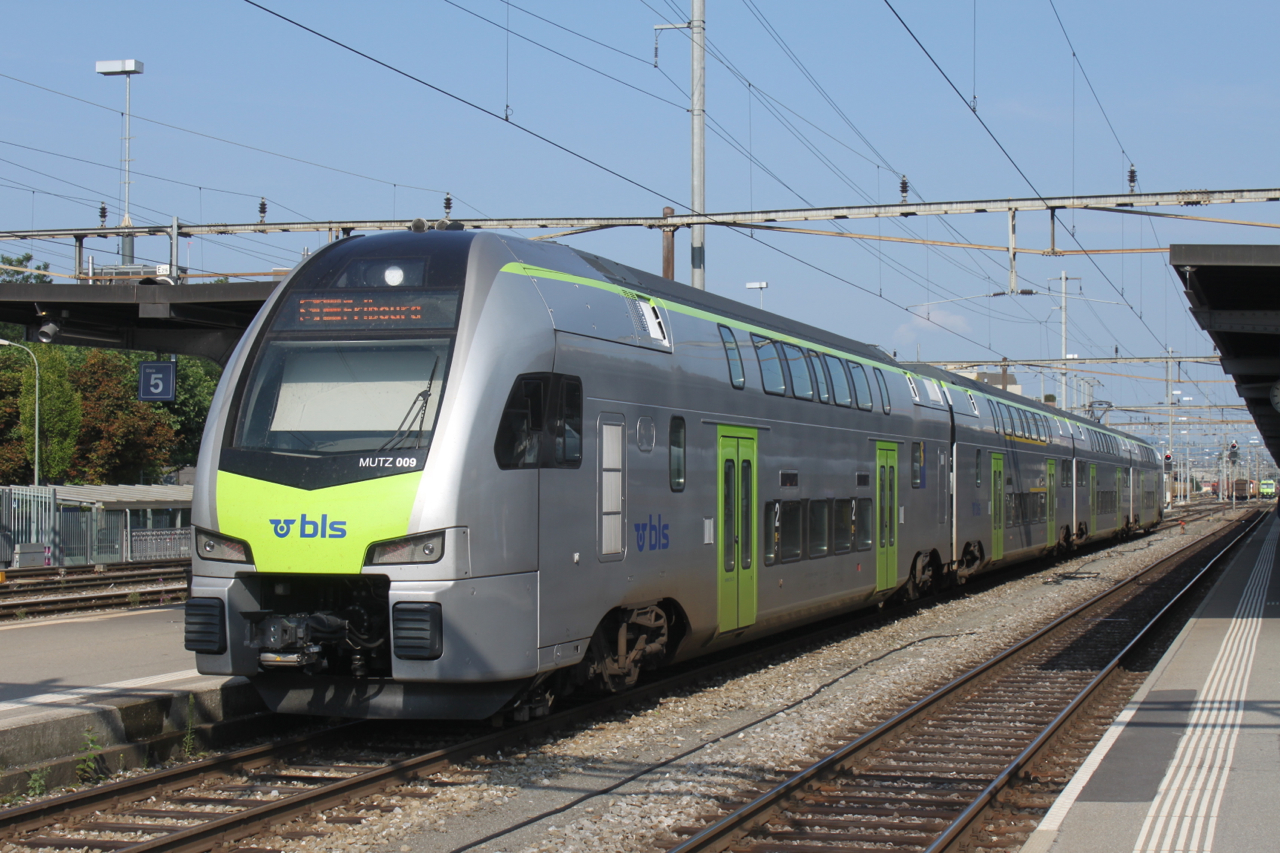
RABe 515 « MUTZ » sur la ligne S1 en gare de Thoune

La ligne de Berne à Thoune est une ligne ferroviaire suisse appartenant aux Chemins de fer fédéraux (CFF) ; elle relie une des villes les plus importantes du canton de Berne à la capitale.

## Historique
- 15 novembre 1858 : mise en service par le SCB[1] du tronçon Wylerfeld – Berne (gare provisoire) ;
- 1er juillet 1859 : mise en service du tronçon Wylerfeld – Thoune par le SCB ;
- 1er juillet 1902 : le SCB est nationalisé et devient avec d'autres chemins de fer les CFF.

### Desserte 2014
- Intercity-Express :
  - ICE Hamburg/Berlin – Basel SBB – Bern – Spiez – Interlaken Ost

- EuroCity :
  - EC Basel SBB – Bern – Spiez – Brig – Milano C (anciennement Cisalpino)

- InterCity :
  - IC Basel SBB – Bern – Spiez – Brig / Interlaken Ost
  - IC Romanshorn – Zürich HB – Bern – Spiez – Brig / Interlaken Ost

- RegioExpress :
  - RE Berne – Spiez – Kandersteg – Brigue

- S-Bahn Bern :
  - S 1 Fribourg – Flamatt – Berne – Münsingen – Thoune

## Infrastructure

### Électrification
L'électrification à la tension de 15 kV - 16 ⅔ Hz standard sur le réseau ferré suisse entra en service le 7 juillet 1919. Il s'agit du premier tronçon que les CFF électrifièrent en 15 kV - 16 ⅔ Hz ; avant ça, seule une ligne expérimentale fut équipée par la régie, en 15 kV - 50 Hz (Seebach–Wettingen, entre 1905 et 1907)

### Double voie
Initialement à voie unique, la ligne est progressivement équipée de la double voie dès 1912 ; le dernier tronçon entre Kiesen et Uttigen est finalement mis en service le 22 mai 1921.